# Patřín
Patřín je vesnice, místní část městyse Loučeň v okrese Nymburk. Leží jeden kilometr jižně od středu Loučně a svou zástavbou již s Louční splývá. Poloha na jihovýchodním návrší umožňuje výhled do Polabské nížiny, někdy až ke Kutné Hoře či Kolínu. V roce 2006 zde žilo 283 obyvatel.

## Historie
První písemná zmínka o vesnici pochází z roku 1397.
Na návsi byla postavena roku 1886 zvonička. Uprostřed návsi stával vysoký kopec, který byl postupně odstraněn lidmi ze vsi. Z jeho hlíny si dělali cihly zvané vepřovice a v letech 1903–1904 byl zbytky zavezen rybník ve vsi. V roce 1902 byl založen místní Sbor dobrovolných hasičů, který měl záhy 18 členů. Obecními pozemky vedla úzkokolejná dráha do vlkavského cukrovaru a na blízké křižovatce silnic byla řepní váha. V roce 1933 byl postaven obecní dům s hasičskou zbrojnicí. V něm sídlil obecní úřad a knihovna. Ve vsi byly dva větší hostince, které byly rozděleny mezi přívržence soupeřících politických stran. Nyní má obec vybudované dětské hřiště.

## Osídlení a rozvoj
Že se jednalo vždy o obec, svědčí i záznamy počtu stálých obyvatel. V roce 1787 zde bylo 198 lidí v 35 domech, v roce 1930 317 lidí a 84 domů, nyní zde žije 283 lidí ve 150 domech.
Patřín tedy trvale roste.